# Piłka nożna we Francji

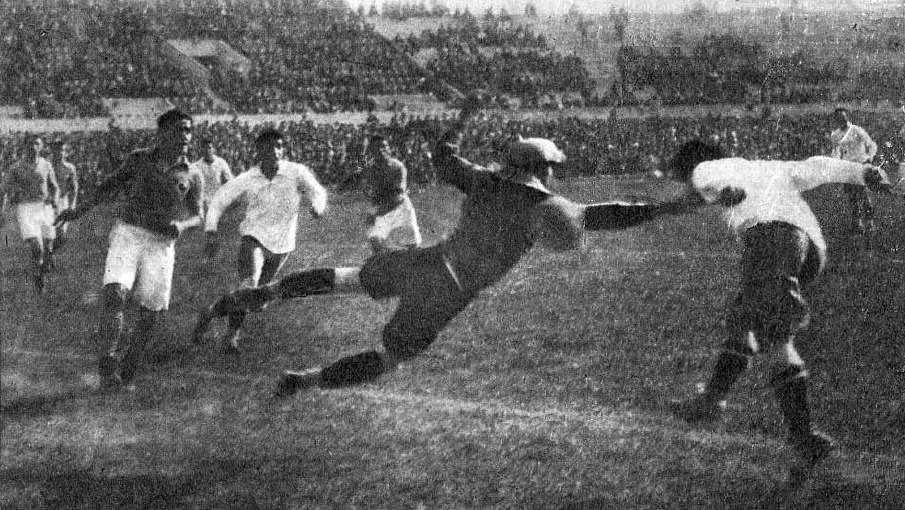
Mecz Reprezentacji Francji z Reprezentacją Chile w 1930 roku.

Piłka nożna (fr. Football futbol) jest najpopularniejszym sportem we Francji, po rugby. Jej głównym organizatorem na terenie Francji pozostaje Fédération Française de Football.
Piłkarska reprezentacja Francji dwukrotnie zdobyła mistrzostwo świata (1998, 2018). Ponadto zdobyła 2 mistrzostwa Europy (1984, 2000), 2 Puchary Konfederacji (2001, 2003), jeden raz w Lidze Narodów UEFA (2020/2021) i 1 złoty medal olimpijski (1984).
Najwyższa francuska liga krajowa, Ligue 1, jest jedną z najpopularniejszych profesjonalnych lig sportowych na świecie. Francuskie kluby są w czołówce pod względem liczby zdobytych międzynarodowych trofeów, z 14 oficjalnymi tytułami (1 Puchar Europy/Ligi Mistrzów, 1 Puchary Zdobywców Pucharów, 12 Pucharów Intertoto). Francuskie drużyny klubowe kobiet zdobyły 7 Pucharów Europy/Ligi Mistrzyń), co czyni je drugim najbardziej utytułowanym narodem w europejskim futbolu kobiet. W Ligue 1 grają dwa najbardziej znane kluby świata, takie jak Paris Saint-Germain F.C. i Olympique Marsylia, wszyscy członkowie założyciele G-14, grupy, która reprezentowała największe i najbardziej prestiżowe europejskie kluby piłkarskie. W 2002 do nich dołączył Olympique Lyon.
Zinedine Zidane jako jedyny francuski menedżer, który wygrał rozgrywki Ligi Mistrzów (3 razy z rzędu - rekord).

## Historia

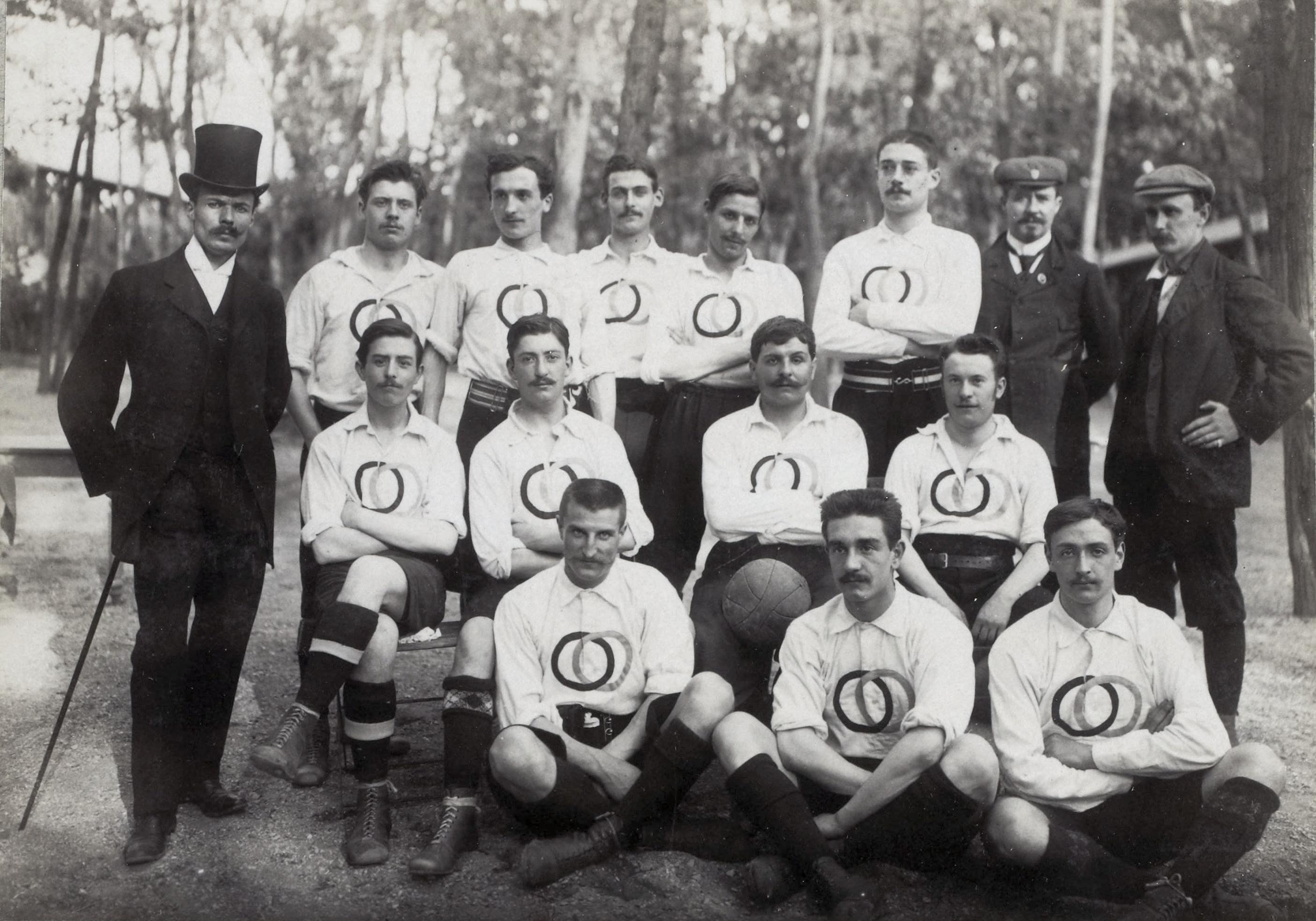
Francja na Letnich Igrzyskach Olimpijskich 1900

Piłka nożna po raz pierwszy rozgrywana była we Francji na północ od linii Caen – Paryż – Laon, głównie w szkołach. Jeden z pierwszych przypadków opisano w grudniu 1867 roku w artykule w "Le Monde Illustré", w którym wspomina się o praktyce w instytucji międzynarodowej w Chatou, na zachodnich przedmieściach Paryża, z inicjatywy studentów międzynarodowej uczelni w Londynie. Od lat 80. XIX wieku piłka nożna była jedną z ulubionych gier uczniów i licealistów.
Pierwszy klub piłkarski powstał na terenie Francji w 1863 roku, jak opisano w artykule prasowym "The Scotsman", w którym stwierdzono: „Wielu angielskich dżentelmenów mieszkających w Paryżu zorganizowało ostatnio klub piłkarski… Zawody piłkarskie odbywają się w Bois de Boulogne, za pozwoleniem władz i zaskakującym zaskoczeniem Francuzów. Współczesną piłkę nożną wprowadzili dziewięć lat później, w 1872 roku, angielscy żeglarze grający w Le Havre. Następnie w Paryżu w 1879 został założony Paris FC. W 1894 federacja USFSA (Union des sociétés françaises de sports athlétiques) organizowała pierwsze mistrzostwa Francji w piłce nożnej, które były rozgrywane systemem pucharowym od 15 kwietnia do 6 maja 1894 i miały charakter amatorski. Pierwszym mistrzem został Standard AC Paryż. Ich ostatnią pełną edycję rozegrano w sezonie 1913/14, bowiem przeprowadzenie kolejnych uniemożliwił wybuch I wojny światowej. Po jej zakończeniu udało się zorganizować faktycznie ostatnią edycję w sezonie 1919, po czym zaprzestano rozgrywania następnych. Po 7 latach przerwy w sezonie 1926/27 ponownie startowały mistrzostwa Francji, które kontynuowane w kolejnych dwóch sezonach 1927/28 i 1928/29.
Po założeniu francuskiej federacji piłkarskiej – FFF w 1919 roku, rozpoczął się proces zorganizowania pierwszych oficjalnych Mistrzostw Francji. 16 stycznia 1932 utworzono w Paryżu pierwszą w historii zawodową ligę piłkarską we Francji, nadając jej nazwę Première Division (w skrócie Division 1 lub D1). Jej założycielami byli: Georges Bayrou, Emmanuel Gambardella i Gabriel Hanot. W sezonie 1932/33 startowały pierwsze rozgrywki zawodowej Première Division.

## Format rozgrywek ligowych
W obowiązującym systemie ligowym trzy najwyższe klasy rozgrywkowe są ogólnokrajowe (Ligue 1, Ligue 2, Championnat National). Dopiero na czwartym poziomie pojawiają się grupy regionalne.

## Puchary
Rozgrywki pucharowe rozgrywane we Francji to:
- Puchar Francji (Coupe de France),
- Puchar Ligi Francuskiej (Coupe de la Ligue),
- Superpuchar Francji (Supercoupe de France) - mecz między mistrzem kraju i zdobywcą Pucharu